# Marie Monge
Marie Monge est une réalisatrice française née en 1987.

## Biographie
Marie Monge (sœur de Jean-Baptiste Monge, musicien autodidacte) a étudié le cinéma à l'Université Sorbonne-Nouvelle et réalisé plusieurs courts métrages, dont Marseille la nuit, nommé pour le César du meilleur court métrage en 2012.
Son premier long métrage, Joueurs, fait partie de la sélection de la Quinzaine des réalisateurs lors du Festival de Cannes 2018.

## Filmographie

### Courts métrages
- 2008 : Les Ombres bossues
- 2009 : Mia
- 2012 : Marseille la nuit

### Long métrage
- 2018 : Joueurs